# Cesc Fàbregas
Francesc „Cesc“ Fàbregas i Soler [fɾənˈsɛsk ˈfaβɾəɣəs suˈle] (* 4. Mai 1987 in Arenys de Mar) ist ein ehemaliger spanischer Fußballspieler und heutiger -trainer. Er wurde beim FC Barcelona ausgebildet und spielte als Profi drei Jahre für die Katalanen; er gewann mit dem Verein die Primera División 2012/13. Den Großteil seiner Karriere spielte der Mittelfeldspieler in der englischen Premier League beim FC Arsenal sowie dem FC Chelsea. Mit dem FC Chelsea gewann er zwei Meisterschaften.
Seine größten Erfolge feierte Fàbregas mit der spanischen Nationalmannschaft, für die er 110-mal spielte. Er wurde in der bis dato erfolgreichsten Ära der Spanier 2008 und 2012 Europameister und 2010 Weltmeister.
Seit seinem Rücktritt am 1. Juli 2023 war er Trainer der B-Mannschaft des italienischen Como 1907. Im November 2023 übernahm für einen Monat als Interimstrainer die erste Mannschaft und wurde anschließend Co-Trainer. Seit Juli 2024 ist er deren Cheftrainer.

## Spielerkarriere

### Verein

#### Anfänge in Barcelona
Fàbregas begann seine Karriere in La Masia, der legendären Jugendabteilung des FC Barcelona. Dort nahm er in der Jugend häufig die „Volante“-Position ein, wie die Rolle des freien, meist defensiven Mittelfeldspielers im spanisch- und portugiesischsprachigen Raum genannt wird. Dennoch war er zu dieser Zeit bereits sehr torgefährlich und erzielte gelegentlich mehr als 30 Tore innerhalb einer Saison. In der ersten Mannschaft des FC Barcelona kam er aber nicht zu einem Einsatz.

#### FC Arsenal
Da ihm die Perspektive in Barcelona beschränkt erschien, entschied er sich für einen Wechsel nach London zum FC Arsenal, bei dem er am 11. September 2003 einen Vertrag unterschrieb. Nach ersten Eingewöhnungsschwierigkeiten in der britischen Hauptstadt half vor allem die neue Freundschaft mit seinem Mannschaftskameraden Philippe Senderos bei der Akklimatisierung in der ungewohnten Umgebung. Der erst 16 Jahre alte Fàbregas orientierte sich sportlich in erster Linie an Patrick Vieira und Gilberto Silva. Früher als erwartet absolvierte er am 28. Oktober 2003 in einem Ligapokalheimspiel gegen Rotherham United sein Debüt. Damit war er mit 16 Jahren und 177 Tagen Arsenals bis dahin jüngster Spieler in der ersten Mannschaft. Nachdem er dort im Elfmeterschießen bereits ein Tor erzielt hatte, markierte er im gleichen Wettbewerb beim 5:1-Sieg gegen die Wolverhampton Wanderers seinen ersten Treffer im laufenden Spiel, und war damit auch der jüngste Torschütze des Vereins in einem Pflichtspiel. Ein Ligaspiel absolvierte Fàbregas in der Saison 2003/04 noch nicht; der FC Arsenal, der in der gesamten Meisterschaftsrunde ohne Niederlage geblieben war, wurde zum Saisonende englischer Meister.

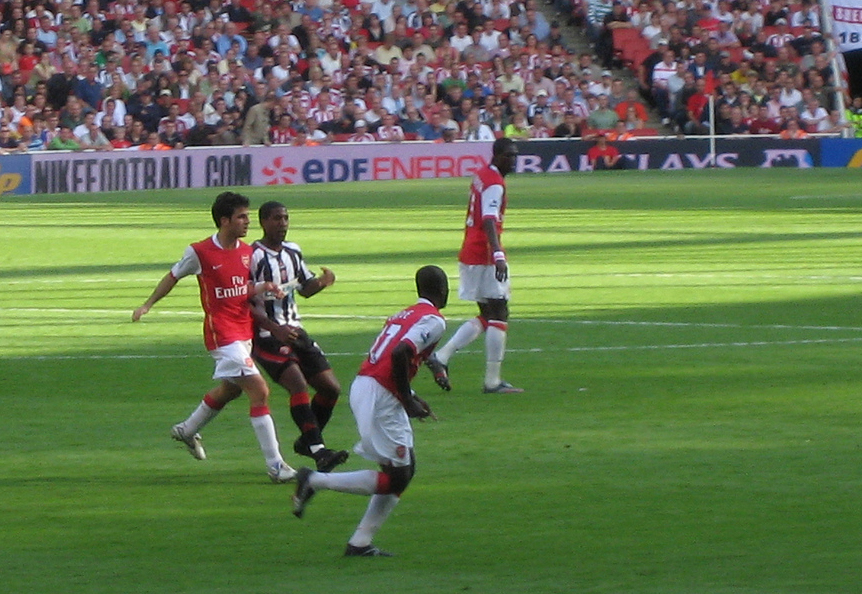
Fàbregas im Spiel gegen Sheffield United (2006)

Erst in der Spielzeit 2004/05 stand der Spanier erstmals außerhalb des Ligapokals in der Mannschaft. Er agierte zunächst in der Community-Shield-Partie gegen Manchester United und aufgrund einer Verletzung Vieiras auch in den ersten vier Premier-League-Partien, die er nach Ansicht der Presse mit guten Leistungen bestritt. Seinen Einstand gab er in der englischen Meisterschaft am 15. August 2004 im Spiel gegen den FC Everton. Zehn Tage später erzielte er ein Tor beim 3:0-Sieg gegen die Blackburn Rovers und war damit jüngster Ligatorschütze des FC Arsenal. Die verletzungsbedingten Ausfälle von Edu und Gilberto Silva sorgten für weitere Einsätze des Teenagers. Sein erstes Tor in einem internationalen Wettbewerb schoss er am 7. Dezember 2004 in der Champions League beim 5:1-Sieg gegen Rosenborg Trondheim. Am Ende der Spielzeit stand er im FA-Cup-Finale gegen Manchester United in der Stammformation und gewann dort nach torlosen 120 Minuten im Elfmeterschießen.
Nach dem Weggang Vieiras zu Juventus Turin wurde Fàbregas an der Seite von Gilberto Silva endgültig Stammspieler im zentralen Mittelfeld des FC Arsenal. Mit der Trikotnummer 4, die von Vieira getragen worden war, absolvierte er in der Saison 2005/06 49 Partien. Trotz seines jungen Alters nahm seine Bedeutung in der Profimannschaft des FC Arsenal zu. Da er im Vergleich zu Vieira eine deutlich geringere physische Präsenz ausstrahlte und einen kleineren Bereich des Mittelfelds abdeckte, bestanden anfangs Zweifel, ob er die Lücke, die Vieira hinterlassen hatte, schließen könne. Dessen ungeachtet entwickelte Fàbregas seine eigene Spielweise und erhielt vor allem durch seine Champions-League-Auftritte gegen Real Madrid und Juventus Turin große Anerkennung. In Partie gegen Juventus erzielte er den ersten Treffer des FC Arsenal, bereitete das zweite Tor von Thierry Henry vor und trat dabei Vorurteilen entgegen, dass er aufgrund seiner schmächtigen Ausstrahlung gegen körperbetont spielende Mittelfeldgegner schnell seiner Stärken beraubt werden könnte. Fàbregas stand anschließend auch im Champions-League-Finale gegen seinen ehemaligen Verein FC Barcelona, verlor dort aber mit 1:2 und beendete damit die Spielzeit ohne Titelgewinn.

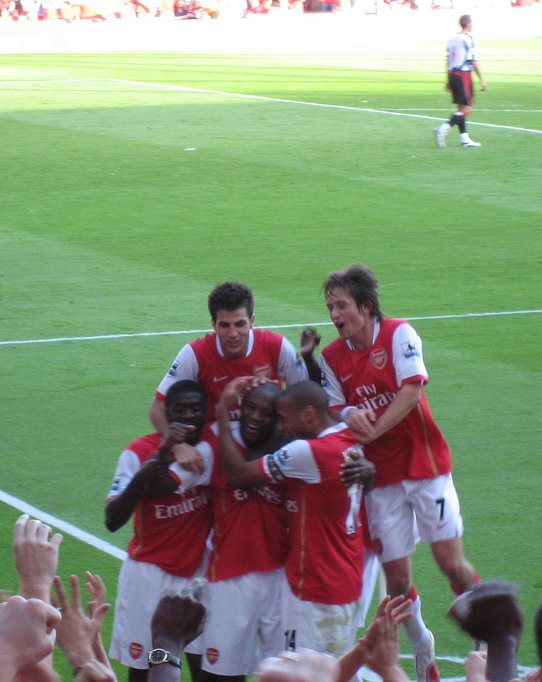
Fàbregas (oben links) feiert mit seinen Mannschaftskameraden ein Tor des FC Arsenal

Der sportliche Durchbruch Fàbregas’ in der Vorsaison führte zu einer Reihe von Transferspekulationen im Sommer 2006. Vor allem die Vereinsführung von Real Madrid bekundete trotz des langfristigen Vertrags des jungen Spaniers beim FC Arsenal ihr Interesse an einer Verpflichtung. Arsène Wenger erklärte Fàbregas daraufhin für unverkäuflich und bot ihm im September 2006 eine Erweiterung des noch sechs Jahre gültigen Kontrakts um zwei weitere Jahre an, die Fàbregas mit seiner Unterschrift am 19. Oktober 2006 akzeptierte. Als Grund für dieses langfristige Engagement gab er die technisch orientierte Spielweise des FC Arsenal und die Zusammenarbeit mit Trainer Wenger an.
Die Saison 2006/07 stellte einen Entwicklungsprozess des jungen Arsenal-Kaders dar, in dessen Mitte Fàbregas stand. Die Mannschaft erreichte gegen den Stadtrivalen FC Chelsea das Endspiel im Ligapokal, verlor dort mit 1:2 und gewann wie im Jahr zuvor keinen bedeutenden Titel. Fàbregas galt dennoch als eine der Schlüsselfiguren in der Mannschaft und kam in allen Ligapartien zum Einsatz. Die Champions-League-Saison eröffnete er mit zwei Toren zum 3:0-Hinspielsieg in der dritten Qualifikationsrunde bei Dinamo Zagreb; mit insgesamt 13 Vorlagen erreichte er den zweitbesten Wert eines Spielers in der Premier-League-Saison 2006/07. In dieser Zeit erhielt Fàbregas zahlreiche individuelle Ehrungen, darunter nach einer Wahl führender europäischer Sportjournalisten den „Golden-Boy-Award“ der italienischen Sportzeitung Tuttosport und die Nominierung für die UEFA-Mannschaft des Jahres 2006. In England war er im Januar 2007 der Spieler des Monats und auch für die Wahl zu Englands Fußballer des Jahres wurde er von seinen Spielerkollegen nominiert – die Entscheidung für den „PFA Players’ Player of the Year“ fiel dabei letztlich – wie auch im Falle des besten Jungprofis („PFA Young Player of the Year“) – auf Cristiano Ronaldo von Manchester United. Im Juni 2007 wurde er mit 60 % der Stimmen zum besten Arsenal-Spieler der abgelaufenen Saison gewählt.

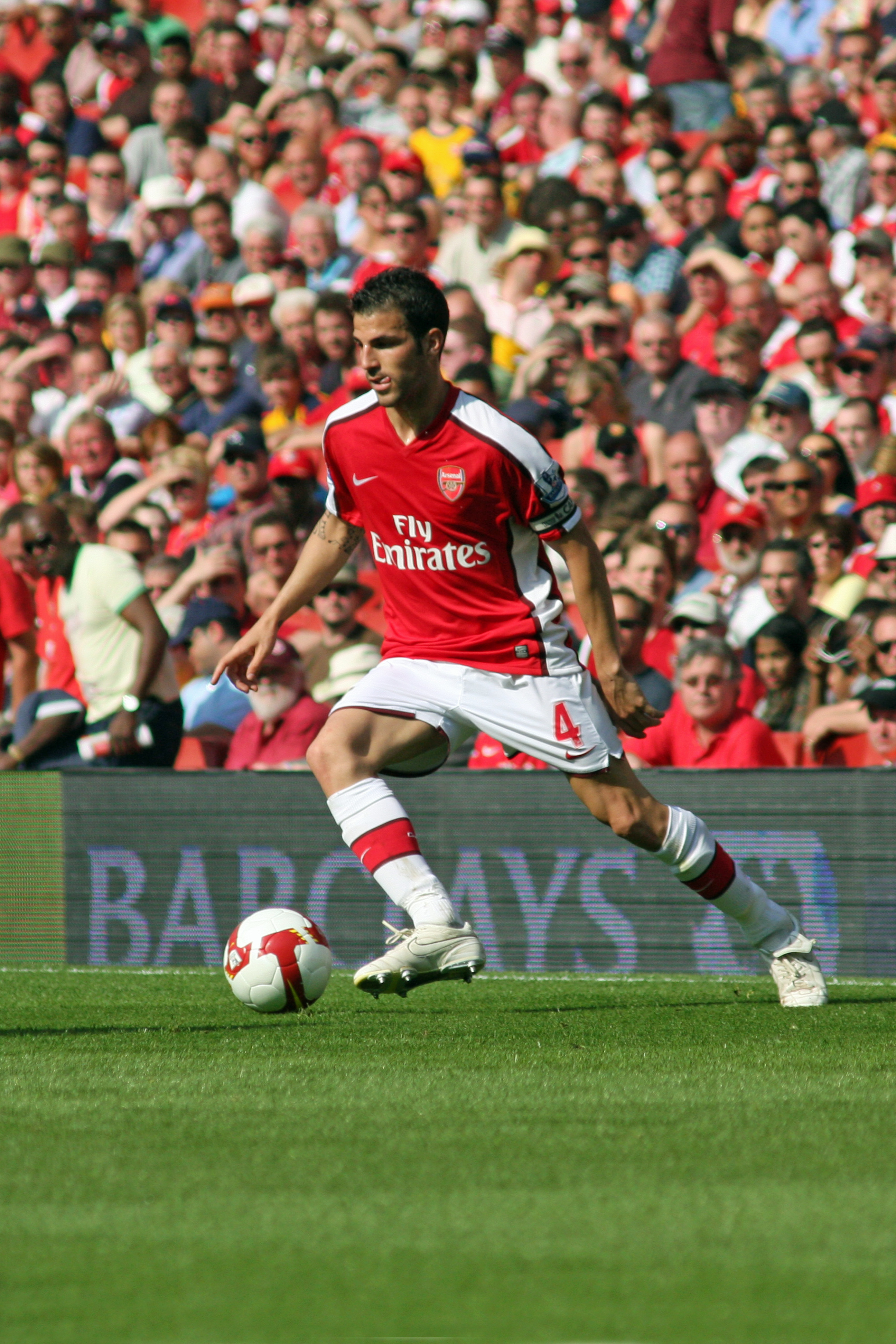
Im November 2008 wurde Fàbregas zum Kapitän des FC Arsenal ernannt

Die Spielzeit 2007/08 begann mit großen Unsicherheiten für den FC Arsenal. Mit David Dein hatte ein Vizepräsident nach Streitigkeiten den Verein verlassen und der Weggang von Thierry Henry – dem bis dahin besten Torschützen des Vereins – zum FC Barcelona ließ auch Fragen nach der Zukunft Wengers entstehen. Fàbregas erkannte, dass sich sein Stellenwert in der Mannschaft erhöht hatte und bekannte öffentlich, dieser neuen Herausforderung offensiv begegnen zu wollen. Der Klub startete angesichts der Vorzeichen überraschend gut in die Saison; Fàbregas hatte an diesem Höhenflug an die Tabellenspitze mit seinen Toren und Vorlagen Anteil. Zwischen August und Oktober 2007 erhielt er vereinsintern dreimal in Serie die Auszeichnung zum besten Spieler des FC Arsenal und auch ligaweit folgte im September seine zweite Wahl zum Spieler des Monats in der Premier League. Jedoch verlief die Rückrunde für Arsenal und Fàbregas weniger erfolgreich. Zwar wurde das Champions-League-Viertelfinale erreicht, nachdem Arsenal den AC Mailand im Rückspiel im Giuseppe-Meazza-Stadion mit 2:0 besiegt hatte. Fàbregas hatte dabei einen Anteil durch seinen Treffer zum 1:0. Allerdings schied man im Viertelfinale gegen den FC Liverpool aus. Auch in der Premier League ging es bergab. Man musste am Ende der Saison Manchester United den Vortritt im Kampf um die Meisterschaft lassen und belegte den dritten Rang hinter Chelsea und vor Liverpool. Damit war noch die Qualifikation für die Champions League erreicht worden.
Nach einem holprigen Start in die Folgesaison und der Kritik durch William Gallas, der bis dahin als Spielführer den FC Arsenal vertrat, wurde dieser abgesetzt und vom 21-jährigen Fábregas als Kapitän abgelöst. Einen Monat später zog sich Fàbregas eine Verletzung am Knie zu, wegen der er für vier Monate pausieren musste. Arsenal beendete die Saison auf dem vierten Platz der Tabelle und ohne Titel. Die Premier-League-Saison 2009/10 begann Arsenal mit einem 6:1-Auswärtssieg beim FC Everton, zu dem Fàbregas mit zwei Toren und zwei Vorlagen beitrug. Darauf folgten zwei Niederlagen gegen Manchester United und Manchester City. Anschließend blieb die Mannschaft für 13 Spiele ohne Niederlage und übernahm am 22. Spieltag die Tabellenführung. In der Champions League trafen die Londoner im Viertelfinale auf den FC Barcelona. Dort verwandelte Fàbregas im Hinspiel einen Elfmeter zum 2:2-Endstand. Dies war sein letztes Spiel in dieser Saison, da ihm Carles Puyol beim Foul, das den Elfmeter verursachte, eine Verletzung an der rechten Wade zugefügt hatte. Ohne Fàbregas schied der FC Arsenal gegen den FC Barcelona aus und rangierte in der Liga am Saisonende auf dem dritten Platz. Fàbregas, der in dieser Saison seinen persönlichen Bestwert von 15 Ligatoren erreicht hatte, wurde am Ende der Saison in das PFA Team of the Year gewählt.

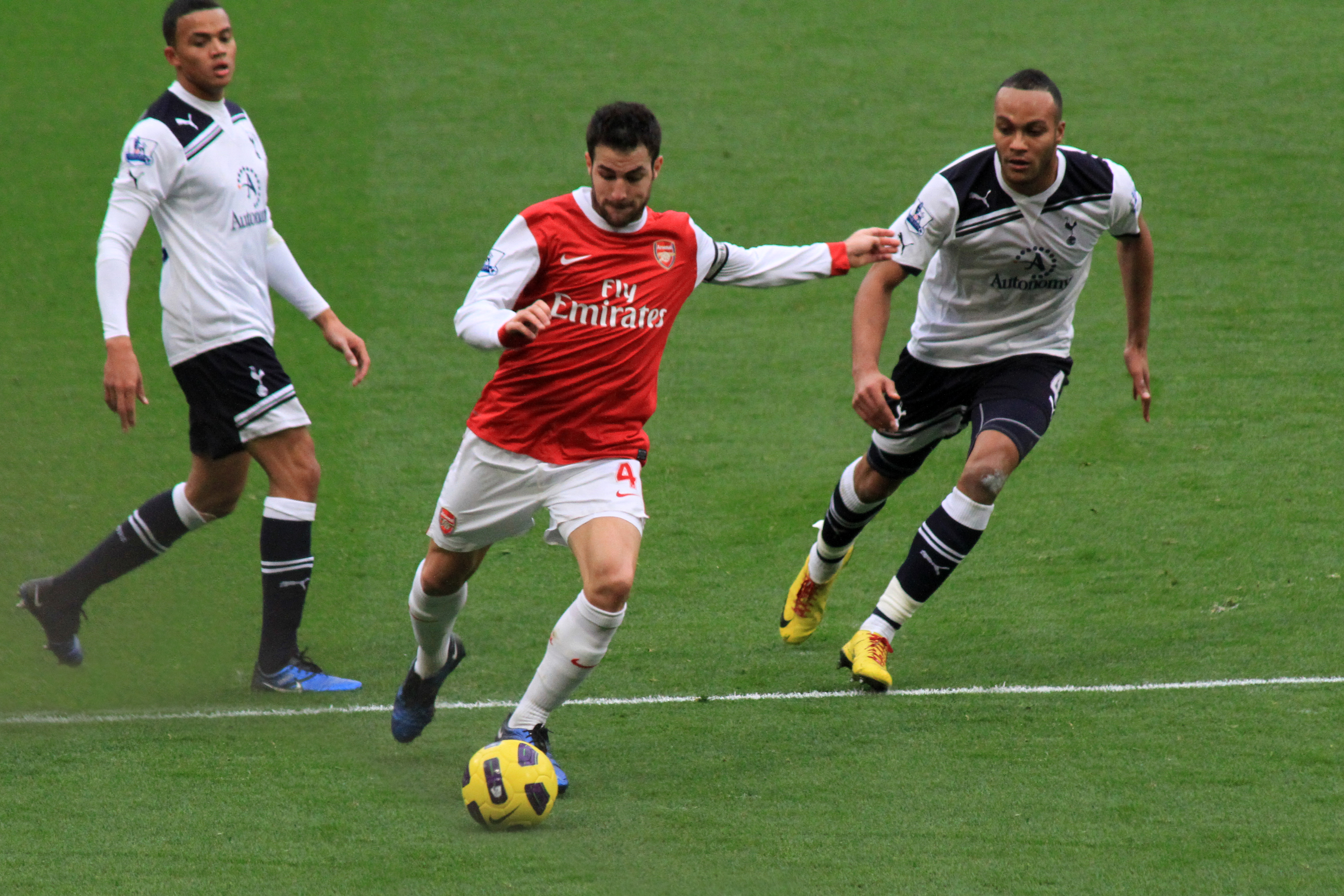
Fàbregas in Aktion in der Saison 2010/11

Vor der Saison 2010/11 bemühte sich der FC Barcelona, Fàbregas zurückzuholen; Arsenal lehnte jedoch ab. Den Saisonstart 2010/11 verpasste Fàbregas verletzungsbedingt, insgesamt bestritt er in dieser Spielzeit 25 Ligaspiele. Auch diese Saison endete für Arsenal titellos, dabei war die Mannschaft in allen vier Wettbewerben bis Februar 2011 mit Titelchancen vertreten. Doch innerhalb von zwei Wochen verlor der Verein das League-Cup-Finale, schied im FA-Cup-Viertelfinale und im Champions-League-Achtelfinale aus. In der Liga war man bis zum Jahreswechsel nur wenige Punkte hinter dem Tabellenführer, wurde am Ende aber Vierter.

#### Rückkehr zum FC Barcelona
Am 15. August 2011 kehrte Fàbregas zum FC Barcelona zurück. Er unterschrieb einen Fünfjahresvertrag bei den Katalanen. Die Ablösesumme betrug 34 Millionen Euro und konnte erfolgsabhängig um weitere 5 Millionen Euro ansteigen. 5 Millionen Euro der Transferkosten übernahm Fàbregas selbst, indem er sich bereit erklärte, jährlich auf eine Million Euro seines Jahresgehaltes zu verzichten. In seinen ersten vier Ligaeinsätzen für den FC Barcelona in der Saison 2011/12 erzielte Fàbregas jeweils ein Tor. Mit dem FC Barcelona gewann er je einmal die Spanische Meisterschaft, die Supercopa de Espana, die Copa del Rey, den UEFA Supercup und den FIFA-Weltpokal.

#### FC Chelsea

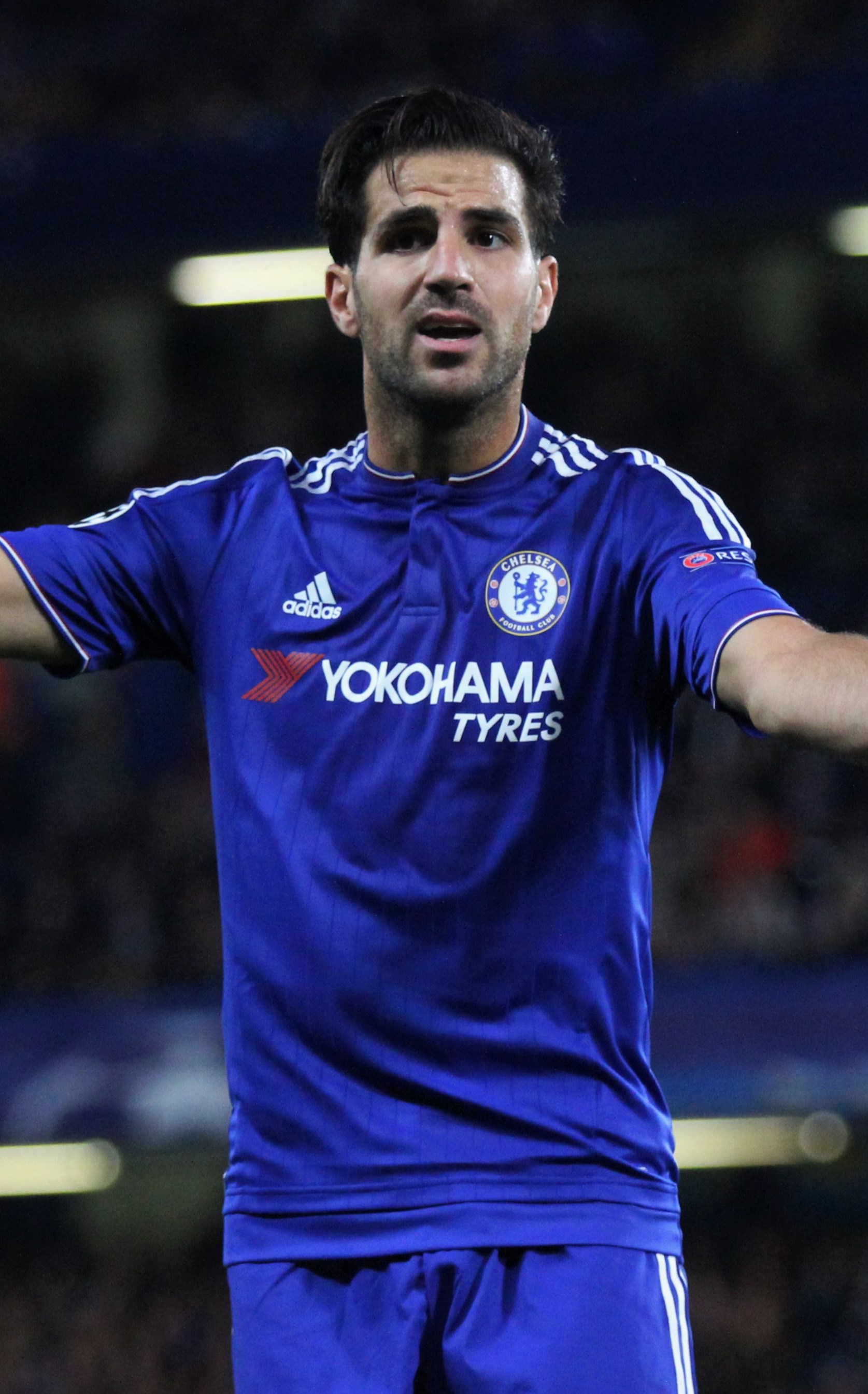
Fàbregas mit Chelsea, 2015

Zur Saison 2014/15 wechselte Fàbregas zurück in die Premier League, diesmal zum FC Chelsea; er unterschrieb einen bis zum 30. Juni 2019 laufenden Vertrag und trug – wie bei Arsenal und in Barcelona – die Rückennummer 4. Mit den Blues gewann der Mittelfeldspieler in seiner ersten Saison die Meisterschaft und den Ligapokal, 2016/17 wurde er mit Chelsea erneut englischer Meister.

#### AS Monaco
Am 11. Januar 2019 wechselte Fàbregas in die französische Ligue 1 zur abstiegsbedrohten AS Monaco. Er unterschrieb einen Vertrag mit einer Laufzeit bis zum 30. Juni 2022. Unter den Cheftrainern Thierry Henry, mit dem er bei Arsenal zusammengespielt hatte, und dessen Nachfolger Leonardo Jardim kam Fàbregas als Stammspieler auf 13 Ligaeinsätze (12-mal von Beginn), in denen er ein Tor erzielte. Unter Jardim konnte der Vizemeister der Vorsaison schließlich den Klassenerhalt sichern.

#### Como 1907
Im Juli 2022 ging Fàbregas zum italienischen Serie B-Klub Como 1907. Dort beendete er Ende Juni 2023 seine aktive Karriere und übernahm dort im Anschluss einen Trainerposten im Jugendbereich des Clubs. Im November 2023 übernahm er dort interimsweise den Posten als Cheftrainer.

### Nationalmannschaft

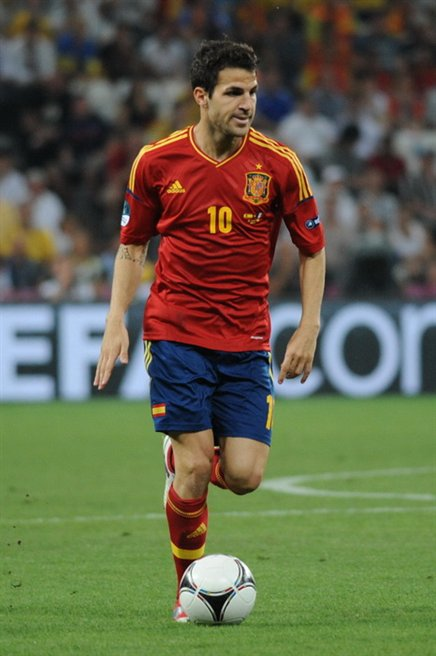
Fàbregas bei der EM 2012

Der ehemalige spanische Nationalspieler hatte seine internationale Karriere bereits im Jugendalter begonnen. Im Jahr 2003 war er bei der U-17-Weltmeisterschaft in Finnland als Mittelfeldspieler der beste Torschütze des Turniers. Zudem wurde er zum besten Spieler dieser Weltmeisterschaft gewählt, bei der sein Team das Finale erreichte und dort der brasilianischen Auswahl unterlag. Ein Jahr später nahm Fàbregas mit der U-17-Auswahl an der EM in Frankreich teil. Erneut zog er mit seiner Mannschaft ins Finale ein und wurde anschließend zum Spieler des Turniers gewählt.
Nach seinem Aufstieg zu einem Schlüsselspieler des FC Arsenal ließ auch die erste Nominierung in die spanische A-Nationalmannschaft nicht lange auf sich warten. Vor allem die Champions-League-Auftritte überzeugten den spanischen Trainer Luis Aragonés, Fàbregas zu seinem ersten Länderspiel in der Freundschaftsbegegnung gegen die Elfenbeinküste am 1. März 2006 zu verhelfen. Damit war der Teenager der jüngste spanische Nationalspieler seit 70 Jahren und erhielt für seine Leistung beim 3:2-Sieg gute Kritiken.
Zwei Monate später wurde Fàbregas am 15. Mai 2006 in den spanischen Kader für die WM 2006 in Deutschland berufen. Während des Turniers kam er in den beiden ersten Gruppenspielen jeweils als Einwechselspieler in der zweiten Halbzeit zum Einsatz und bereitete ein Tor zum 3:1-Sieg gegen Tunesien vor. An der Reihe anderer Reservespieler – darunter mit José Antonio Reyes auch sein Mannschaftskamerad vom FC Arsenal – lief er dann in der Startelf zum dritten Spiel gegen Saudi-Arabien auf. Auch im Achtelfinale stand Fàbregas anstelle von Marcos Senna in der Startformation. Die 1:3-Niederlage gegen Frankreich bedeutete dann aber bereits das Ende im Turnier. Mit seiner Einwechslung im ersten Spiel gegen die Ukraine (4:0) nach 77 Minuten für Luis García war Fàbregas mit 19 Jahren und 41 Tagen zum bis dahin jüngsten spanischen Nationalspieler bei einer Fußballweltmeisterschaft geworden und auch bei der Wahl zum besten Jungprofi des Turniers, die letztlich Lukas Podolski gewann, stand er auf der Nominierungsliste.
Bei der Europameisterschaft 2008 in Österreich und der Schweiz gewann Fàbregas mit seiner Mannschaft den Titel. Dabei kam er zunächst nur zu Kurzeinsätzen. Dabei verwandelte unter anderem den entscheidenden Elfmeter im Viertelfinalspiel gegen Italien. Nach der Verletzung des Torjägers David Villa schenkte Trainer Luis Aragonés ihm das Vertrauen im Finale gegen Deutschland, in dem er von Beginn an spielte. Fàbregas wurde in das All-Star-Team des Turniers gewählt.
Er wurde für die Fußball-Weltmeisterschaft 2010 in den Kader der spanischen Fußballnationalmannschaft berufen. Während der WM kam er dabei zu vier Einsätzen in sieben Spielen. Nachdem er in keinem Spiel Teil der Startformation gewesen war, leistete er im Finale gegen die Niederlande die Vorarbeit für den entscheidenden Treffer zum 1:0 durch Andrés Iniesta. Dieser Treffer in der zweiten Hälfte der Verlängerung markierte den Endstand und führte so letztendlich zum Titelgewinn der Spanier.
Fàbregas wurde von Trainer Vicente del Bosque in den Kader der spanischen Nationalelf für die Europameisterschaft 2012 aufgenommen. Del Bosque ließ phasenweise mit einer 4-6-0-Formation spielen, also ohne echten Stürmer und nur mit sehr offensiven Mittelfeldspielern. In dieser Aufstellung nahm Fàbregas die Rolle einer Offensivkraft ein. Im ersten Spiel erzielte er den Treffer zum 1:1-Endstand gegen Italien. Im Gruppenspiel gegen Irland traf er erneut. Im Elfmeterschießen gegen Portugal (Halbfinale) verwandelte er den entscheidenden Strafstoß und im Endspiel bereitete er das 1:0 durch David Silva vor. Spanien verteidigte als erste Mannschaft ihren Europameistertitel.
Darüber hinaus absolvierte Fàbregas einige inoffizielle Freundschaftsspiele mit der von FIFA und UEFA nicht anerkannten katalanischen Auswahl.
Bei der Fußball-Europameisterschaft 2016 in Frankreich wurde er in das Aufgebot Spaniens aufgenommen. In allen Partien stand er in der Startelf und im dritten Gruppenspiel gegen Kroatien bereitete er die frühe 1:0-Führung vor. Da das Spiel noch 1:2 verloren wurde, musste das Team im Achtelfinale gegen Italien spielen, es verlor erneut und schied aus.

## Spielweise

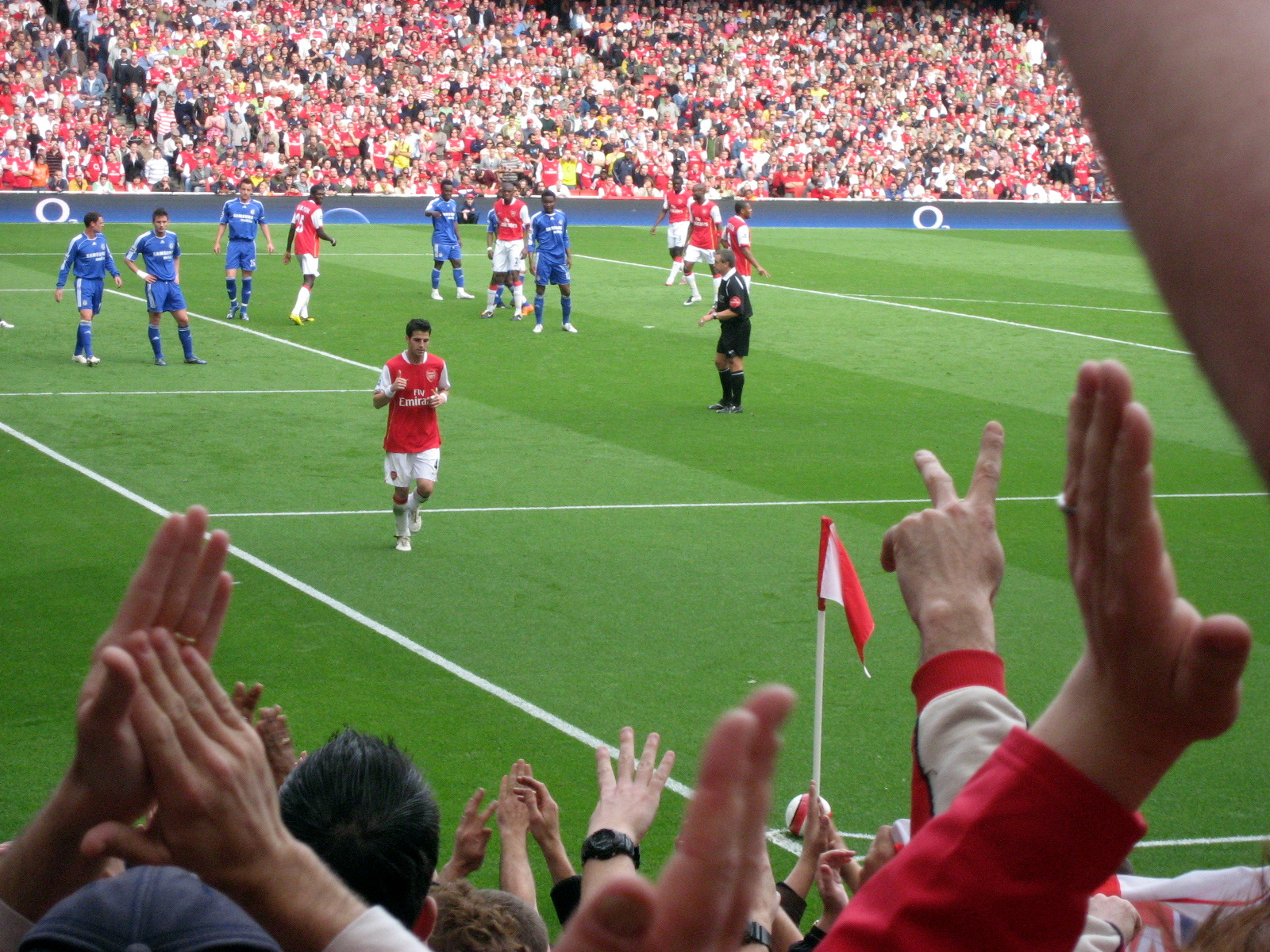
Fàbregas auf dem Weg zu einem Eckball (2007)

Fàbregas, der nach seinem Wechsel zum FC Arsenal ursprünglich langsam in der Nachwuchsabteilung und über den Ligapokal aufgebaut werden sollte, entwickelte sich in der Saison 2004/05 nach den Verletzungen der Mittelfeldspieler Patrick Vieira, Gilberto Silva und Edu überraschend schnell in der ersten Mannschaft und machte vor allem durch seine Spielmacherfähigkeiten und dabei speziell seine Stärken im Passspiel nachhaltig auf sich aufmerksam. Damit wurde er rasch zu einem der erfolgversprechendsten Talente im Weltfußball und seine tragende Rolle während des Neuaufbaus der Mannschaft des FC Arsenal nach dem Weggang von Thierry Henry verdankte er seinen weiteren Stärken, die in einer guten Spielübersicht, einem hohen Grad an Kreativität und einer uneigennützigen Spielweise liegen. Als zentrale Schaltstelle im Aufbauspiel der „Gunners“ wirkte er dabei deutlich reifer und erfahrener als gleichaltrige Fußballspieler. Bei Standardsituationen war er im Verein zumeist die erste Wahl und führte größtenteils die Eckbälle und Freistöße aus.
In Gesprächen hat Fàbregas den Einfluss Vieiras betont, der für ihn zu einem Vorbild und Mentor beim FC Arsenal wurde. In seiner Spielweise gab er hingegen an, seinem „Kindheitshelden“ und Landsmann Pep Guardiola nachzueifern. Dadurch unterschied er sich nicht unbedeutend von den zentralen Mittelfeldschaltstellen des FC Arsenal in der jüngeren Vergangenheit und stellte das technisch orientierte Spiel über die physische Komponente. Dadurch musste er sich anfänglich großer Kritik aussetzen, die ihn als „Leichtgewicht“ darstellte und eine geringere Aggressivität unterstellte. Unter den Kritikern befand sich auch mit Ashley Cole ein ehemaliger Mannschaftskollege, der Fàbregas in seiner Autobiografie ein „unbewiesenes Federgewicht“ („unproven featherweight“) nannte.
Im Verlauf seiner ersten Spielzeiten hatte sich Fàbregas dennoch eine größere Aggressivität in der Spielweise angelegt und mit seinen 15 Vorlagen in der Saison 2006/07 – bezogen auf alle Wettbewerbe – wurde er zum „Kreativzentrum“ im Spiel des FC Arsenal. Als Schwachpunkt stellte er selbst in den ersten Jahren seine geringe Torausbeute dar und die Mängel bei der Verwertung der Torchancen in den Spielzeiten 2005/06 und 2006/07 standen stellvertretend für den Schwachpunkt der Mannschaft in diesem Bereich. Dies änderte sich grundlegend in der Saison 2007/08, als Fàbregas elf Tore in 16 Partien gelangen. Wenger begründete die vormalige Schwäche des Spaniers beim Torabschluss mit mentalen Blockaden und verglich seinen Jungstar bereits mit dem ehemaligen französischen Weltstar Michel Platini aus den 1980er-Jahren, der als Mittelfeldspieler über eine hohe Torgefährlichkeit verfügte. Angesichts seines jungen Alters haben sich in jüngerer Vergangenheit kritische Stimmen gemehrt, die aufgrund der hohen Anzahl der absolvierten Spiele im Klub und in der Nationalmannschaft in den letzten Jahren einen drohenden „Burnout“-Zustand befürchteten.

## Titel und Auszeichnungen

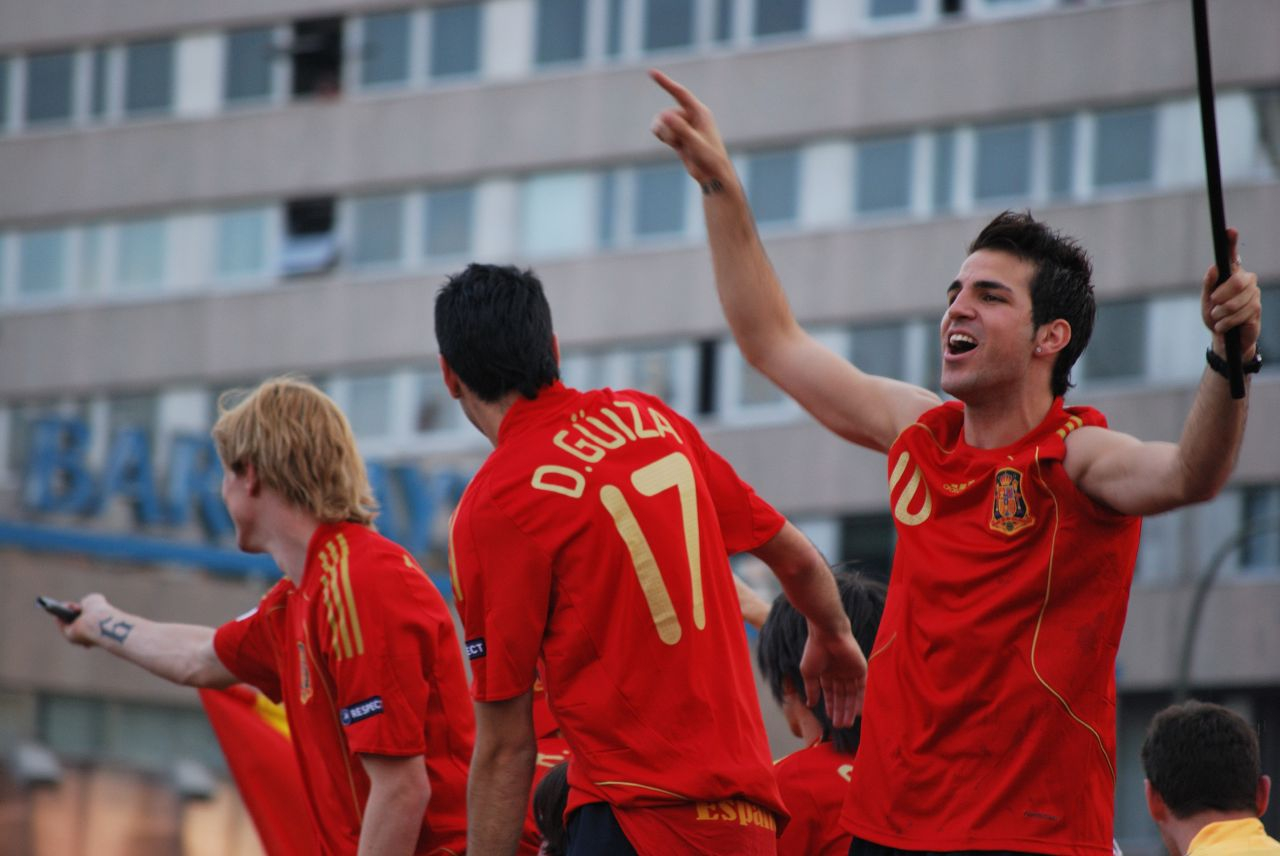
Fàbregas (r.) nach dem Gewinn der Europameisterschaft 2008

### Nationalmannschaft
- Weltmeister: 2010
- Europameister (2): 2008, 2012

### Verein
International
- Klub-Weltmeister: 2011 (FC Barcelona)
- UEFA-Super-Cup-Sieger: 2011 (FC Barcelona)

England
- Meister (2): 2015, 2017 (beide FC Chelsea)
- Pokalsieger (2): 2005 (FC Arsenal), 2018 (FC Chelsea)
- Ligapokalsieger: 2015 (FC Chelsea)
- Supercupsieger: 2004 (FC Arsenal)

Spanien
- Meister: 2013 (FC Barcelona)
- Pokalsieger: 2012 (FC Barcelona)
- Supercupsieger (2): 2011, 2013 (beide FC Barcelona)

### Persönliche Auszeichnungen
- All-Star-Team der EURO 2008
- All-Star-Team der EURO 2012
- Englands Fußballer des Jahres: PFA Young Player of the Year 2008
- PFA Team of the Year: 2008, 2010
- UEFA Team of the Year: 2006, 2008
- Trofeo Bravo: 2006
- Golden Boy: 2006

## Saisonstatistik
| FC Arsenal      | Premier League   | 2003/04         | 0   | 0  | -  | -  | 3  | 1 | -   | -  | -  | - | 3   | 1   |
| FC Arsenal      | Premier League   | 2004/05         | 33  | 2  | 6  | 0  | 1  | 0 | 5   | 1  | 1  | 0 | 46  | 3   |
| FC Arsenal      | Premier League   | 2005/06         | 35  | 3  | -  | -  | 1  | 0 | 13  | 1  | 1  | 1 | 50  | 5   |
| FC Arsenal      | Premier League   | 2006/07         | 38  | 2  | 2  | 0  | 4  | 0 | 10  | 2  | -  | - | 54  | 4   |
| FC Arsenal      | Premier League   | 2007/08         | 32  | 7  | 1  | 0  | 2  | 0 | 10  | 6  | -  | - | 45  | 13  |
| FC Arsenal      | Premier League   | 2008/09         | 22  | 3  | 1  | 0  | -  | - | 10  | 0  | -  | - | 33  | 3   |
| FC Arsenal      | Premier League   | 2009/10         | 27  | 15 | 1  | 0  | -  | - | 8   | 4  | -  | - | 36  | 19  |
| FC Arsenal      | Premier League   | 2010/11         | 25  | 3  | 3  | 2  | 3  | 1 | 5   | 3  | -  | - | 36  | 9   |
| Gesamt          | Gesamt           | Gesamt          | 212 | 35 | 14 | 2  | 14 | 2 | 61  | 17 | 2  | 1 | 303 | 57  |
| FC Barcelona    | Primera División | 2011/12         | 28  | 9  | 8  | 3  | -  | - | 9   | 1  | 3  | 1 | 48  | 15  |
| FC Barcelona    | Primera División | 2012/13         | 32  | 11 | 7  | 2  | -  | - | 8   | 1  | 1  | 0 | 48  | 14  |
| FC Barcelona    | Primera División | 2013/14         | 36  | 8  | 8  | 4  | -  | - | 9   | 1  | 2  | 0 | 55  | 13  |
| Gesamt          | Gesamt           | Gesamt          | 96  | 28 | 23 | 9  | -  | - | 26  | 3  | 6  | 1 | 151 | 42  |
| FC Chelsea      | Premier League   | 2014/15         | 34  | 3  | 1  | 0  | 4  | 0 | 8   | 2  | -  | - | 47  | 5   |
| FC Chelsea      | Premier League   | 2015/16         | 37  | 5  | 3  | 0  | -  | - | 7   | 1  | 1  | 0 | 48  | 6   |
| FC Chelsea      | Premier League   | 2016/17         | 29  | 5  | 5  | 0  | 2  | 2 | -   | -  | -  | - | 36  | 7   |
| FC Chelsea      | Premier League   | 2017/18         | 32  | 2  | 4  | 0  | 4  | 0 | 8   | 1  | 1  | 0 | 49  | 3   |
| FC Chelsea      | Premier League   | 2018/19         | 6   | 0  | 1  | 0  | 3  | 1 | 5   | 0  | 1  | 0 | 16  | 1   |
| Gesamt          | Gesamt           | Gesamt          | 138 | 15 | 16 | 0  | 13 | 3 | 28  | 4  | 3  | 0 | 196 | 22  |
| Karriere Gesamt | Karriere Gesamt  | Karriere Gesamt | 446 | 78 | 51 | 11 | 27 | 5 | 116 | 25 | 10 | 2 | 650 | 121 |

- Quelle: Weltfussball[40]

## Trainerkarriere
Ab seinem Rücktritt als Spieler am 1. Juli 2023 war er Trainer der B-Mannschaft des italienischen Como 1907 und erwarb auch eine Aktienbeteiligung am norditalienischen Klub. Im November 2023 übernahm er für einen Monat als Interimstrainer die Profis, für eine längere Beschäftigung fehlte ihm die nötige Trainerlizenz. Anschließend wurde er Co-Trainer unter Osian Roberts.